# Кущ Віктор Андрійович
Кущ Віктор Андрійович (13 липня 1947, Нові Санжари Полтавської обл.) — радянський і український теле- і кінооператор, педагог у царині післядипломної освіти працівників ЗМІ. Лауреат Державної премії УРСР ім. Т. Г. Шевченка (1980) — разом з Олександром Бузилевичем. Член Національної спілки кінематографістів України.

## Біографія
Народився у с. Нові Санжари Полтавської обл. Закінчив Київський державний інститут театрального мистецтва ім. І. Карпенка-Карого (1974).
З 1974 р. працював на студії «Укртелефільм».
Згодом — педагог Київського державного інституту театрального мистецтва ім. І. Карпенка-Карого.
З 1993 р.  — викладач операторської майстерності в «Укртелерадіопресінституті» — Українському інституті підвищення кваліфікації працівників телебачення, радіомовлення і преси. Водночас — оператор-постановник 1-го Національного телеканалу.
Співавтор 11 художніх і понад 60-ти документальних фільмів.
Лауреат міжнародних, всесоюзних і всеукраїнських кінофестивалів.
Нагороджений Грамотою Кабінету Міністрів України (2008).
Ветеран громадської організації «Київський крейсерський яхт-клуб», заснованої 1967 року.

## Фільмографія
Зняв стрічки:
- «Сторінки щоденника» (1973, фільм-спектакль),
- «Братерство» (Приз VI Всесоюзного фестивалю телефільмів, Тбілісі, 1975),
- «Пора жовтого листя» (1974, у співавт.),
- «Головна домна п'ятирічки» (1975),
- «Дніпропетровськ» (1977),
- «Відродження» (1979, 5 с, у співавт.' Державна премія УРСР ім. Т. Г. Шевченка, 1980 — разом з Володимиром Барсуком; Спеціальний приз журі VIII Всесоюзного кінофестивалю телевізійних фільмів, Баку, 1979),
- «Мости дружби» (у співавт.),
- «Тил» (1979),
- «В'язень Другої авеню»,
- «Страх» (1980),
- «Відродження» (1980),
- «Острів співучих пісків» (1981),
- «Завтра починається сьогодні» (1983),
- «Капітанша» (1987, фільм-спектакль),
- «Заполонені вітрилами» (1988),
- «Крила для півночі» (1989),
- «Симиренки» (1990),
- «Провінціалки» (1990),
- «Бірючий острів»,
- «Місяць травень» (1992),
- «Царівна» (1994, т/с) та ін.